# Justicia medranii
Justicia medranii är en akantusväxtart som beskrevs av J. Henrickson och P. Hiriart. Justicia medranii ingår i släktet Justicia och familjen akantusväxter. Inga underarter finns listade i Catalogue of Life.